# فرانک استگ
فرانک استگ (انگلیسی: Frank Stagg؛ ۱ ژانویهٔ ۱۹۱۱ – ۱ ژانویهٔ ۲۰۰۱) نویسنده و متخصص الهیات اهل ایالات متحده آمریکا بود. وی نظریاتی در مورد تعاملات عیسی با زنان ارائه کرده است.